# ماري لو فوربس
ماري لو فوربس (بالإنجليزية: Mary Lou Forbes)‏ هي محرِّرة وصحفية أمريكية، ولدت في 21 يونيو 1926 في الإسكندرية في الولايات المتحدة، وتوفي بنفس المكان في 27 يونيو 2009 بسبب سرطان الثدي.